# جوني واتكس
جوني واتكس (بالإنجليزية: Johnny Watkiss)‏ مواليد 28 مارس 1941 في إنجلترا، هو لاعب كرة قدم أسترالي سابق كان يلعب كمدافع. سبق له أن لعب في كأس العالم لكرة القدم مع منتخب بلاده.

## المسيرة الاحترافية

### أندية لعب لها
- سيدني تايغرز

## روابط خارجية
- جوني واتكس على موقع الاتحاد الدولي (مؤرشف)  (الإنجليزية)
- جوني واتكس على موقع ناشيونال فوتبول تيمز (الإنجليزية)
- جوني واتكس على موقع Soccerway.com (الإنجليزية)